# Louise Beaudet (actrice)
Pour les articles homonymes, voir Louise Beaudet.
Louise Beaudet (5 décembre 1859 - 31 décembre 1947) est une actrice, une chanteuse et une danseuse américaine d'origine canadienne qui a réussi une carrière internationale exceptionnelle de plus de 50 ans au théâtre classique, à l'opéra-comique, au music-hall et au vaudeville. Elle a aussi joué dans 66 films silencieux.

## Biographie
Même si elle aimait dire qu'elle était née à Tours, en France, Marie Louise Anne Beaudet est d'origine canadienne-française. Elle fut baptisée dans la paroisse de Saint-Louis-de-Lotbinière, province de Québec, le 5 décembre 1859. Elle était la neuvième enfant de Marie Élisabeth (Eliza) Jobin dit Boisvert (1824-?) et du fermier Clément Beaudet (1817-1863). Le décès prématuré de son père en 1863 et le déménagement de sa famille dans le faubourg à m'lasse de Montréal a profondément marqué son enfance. En 1870, elle subit un autre déracinement pour suivre sa mère et son second époux Nathaniel B. Clapp à Boston, Massachusetts. Sa mère Eliza divorça six années plus tard et l'amena, ainsi que sa sœur aînée Marie Arceline (Amy), vivre dans la grande ville de New York afin de profiter de l'assistance de trois de ses frères qui travaillaient dans le milieu de la construction.
C'est surtout le désir d'aider sa mère qui a poussé Louise Beaudet vers le métier qui fera sa renommée. Elle débuta dans les concerts amateurs pour jeunes de H.M.S. Pinafore avant d'être révélée au public américain dans les productions de Frank Drew, du clan Drew-Barrymore, au Budlong's Opera House à Jersey City, en janvier et février 1879. En mars de la même année, James C. Duff lui offrit de jouer Blanche, la duchesse de Parthenay, dans la version américaine de The Little Duke présentée au Booth's Theatre de New York et à l'automne, la Compagnie d'opéra de Maurice Grau lui donna le même rôle dans la version française du Petit Duc. La chanteuse étoile de cette compagnie française, Marie-Aimée Tronchon, dite Mlle Aimée, prendra la jeune actrice sous son aile et deviendra sa marraine de théâtre. « Tout ce que j'ai pu réussir dans l'opéra-comique, je le dois à Aimée » confiera-t-elle plus tard à Alan Dale.
Peu de temps après, elle fut embauchée par la Baldwin Theatre Stock Company de San Francisco afin d'interpréter des rôles d'ingénue. C'est là qu'elle rencontra un des plus grands acteurs dramatiques de son époque, Daniel E. Bandmann, qui l'encouragea à concentrer ses études sur des personnages plus substantiels. Ensemble, ils organisèrent une nouvelle compagnie théâtrale dans le but de faire connaître les œuvres de William Shakespeare dans les colonies britanniques. Durant cette tournée mondiale de plus de 70 000 miles, Louise Beaudet réussit les plus grands rôles féminins du théâtre classique à côté de Bandmann, son mentor et amant. Le tandem Bandmann-Beaudet continuera de se produire partout en Amérique et en Angleterre. Leur répertoire de plus de 28 pièces classiques, dont Hamlet, Othello, Macbeth, Richard III, A Strange Case, Dr Jekyll & Mr. Hyde, Narcisse, East Lynn, The Corsican Brothers, etc. fut présenté dans ce qu'on appelait alors les « dime muséums », des établissements bon marché, mais respectables, qui s'adressaient à la populace, aux immigrants et aux plus pauvres qui n'avaient pas accès aux grands théâtres.
« Little Miss Beaudet » retourna à l'opéra-comique en 1889. Elle joignit la James C. Duff Opera Company et devint rapidement une des « petites » favorites à Broadway louangée pour ses rôles de : Chilina dans Paola, or the First of the Vendettas, Maid Marian dans Robin Hood and His Merry Men or Babes in the Woods, Pitti-Sing dans The Mikado, Edith dans Pirates of Penzance, Iolanthe dans Iolanthe, Lady Angela dans Patience, Christel dans The Tyrolean et la Jolie Plaignante dans Trial by Jury.
En mars 1891, Rudolph Aronson l'invita à faire partie de sa compagnie d'acteurs au théâtre Casino de New York. C'est alors qu'elle interpréta Paresina dans l'opéra Apollo; or the Oracle of Delphi à côté de Lillian Russell, Toffana dans l'adaptation de l'opéra burlesque Indigo, Frinke dans The Jolly Students et qu'elle reprit le rôle de Christel dans The Tyrolean à côté de Marie Tempest.
En 1892, elle accepta le premier rôle d'Elizabeth dans l'opéra-comique en deux actes Puritania, or the Earl and the Maid of Salem avec Pauline Hall,.
En 1893, Louise Beaudet prit la tête d'affiche durant les huit mois de l'exposition universelle de Chicago dans le fabuleux spectacle America mis en scène par Imre Kiralfy. Par la suite, elle tenta d'organiser sa propre compagnie théâtrale avec les productions de Jacinta, the Maid of Manzanillo au Castle Square Theatre de Boston et au Miner's Fifth Avenue Theatre de New York et The Dragoon's Daughter à Boston et à Chicago, mais fit rapidement faillite.
En 1895, l'important producteur britannique à la tête d'un empire théâtral George Edwardes lui demanda de remplacer Marie Tempest dans sa production An Artist's Model au Daly's Theatre de Londres. Le rôle d'Adele lui donna l'occasion de faire entendre sa voix de mezzo-soprano dans des airs populaires tels : Love is a Man's Delight, a Fancy of Today et On a Silent Summer's Night, When the Moon Shone Clear and Bright. Louise accepta d'interpréter ce rôle durant la tournée théâtrale qui s'ensuivit à travers l'Angleterre.
Entre 1896 et 1899, Louise Beaudet était au sommet de sa popularité et rejoignait les autres reines de la scène du music-hall et du vaudeville avec un salaire pouvant atteindre les mille dollars par semaine. En juin 1897, l'artiste fut invitée au palais de Buckingham pour un « Royal Command Performance » devant la reine Victoria. La vedette était adulée autant en Grande-Bretagne, en Afrique du Sud, qu'en Amérique. Son talent, son panache, son « pouvoir de fascination », ainsi que les costumes qu'elle portait attiraient les foules chaque fois qu'elle se présentait sur scène.
Si Flo Ziegfeld désirait l'inclure dans sa production extravagante de Mlle Fifi durant la saison de 1899 au théâtre Manhattan, c'est que l'actrice de quarante ans était toujours estimée du grand public. Le 5 février, le New York Times écrivait : « Certains journaux ont si longuement et amoureusement décrit la façon dont la fascinante Mlle Louise Beaudet a mis en jeu les ruses d'une séductrice que le théâtre est désormais rempli chaque soir par les fermiers et les hommes d'État en visite dans notre ville »! Le Tout-New York ne parlait plus que de Mlle Fifi !
En 1912, Louise Beaudet s'engageait dans ce qui était déjà une industrie bien établie : le cinéma muet. Elle écrira quelques scénarios et elle interprétera une soixantaine de rôles secondaires au sein de l'équipe des studios Vitagraph de Manhattan, dont : Heartbroken Shep (1913) à côté de Helene Costello ; Sawdust and Salome (1914) à côté de Van Dyke Brooke ; My Official Wife (1914) à côté de Clara Kimball Young ; The Battle Cry of Peace/A Call to Arms Against War (1915) qui lui vaudra d'être acclamée pour avoir réussi « la plus intense scène émotive jamais enregistrée par une caméra de cinéma » ; A Price for Folly (1915) à côté d'Edith Storey ; Her Lord and Master (1921) à côté d'Alice Joy et The Gold Diggers (1923) à côté de Hope Hampton. Louise Beaudet a terminé sa longue carrière cinématographique en 1926 à l'âge de 67 ans.
L'actrice a cependant continué de jouer sur scène à Broadway et ailleurs aux États-Unis avant de prendre sa retraite, en 1934. Elle n'a plus fait parler d'elle jusqu'à son décès qui survint dans la nuit du 31 décembre 1947. Elle fut inhumée le 3 janvier 1948 au cimetière Cavalry, à Woodside, New York.

## Représentations à Broadway
- Mother Lode (1934)
- White Lilacs (1928-1929)
- My Maryland (1927-1928)
- Nature's Nobleman (1921-1922)
- One Night in Rome (1919-1920)
- Flo-Flo (1917-1918)
- The Chimes of Normandy (1907)
- Mlle Fifi  (1899)
- Jacinta (1893-1894)
- Puritania, or The Earl and the Maid of Salem (1892-1893)
- Jolly Students (1891)
- Indigo (1891)
- Apollo, or the Oracle of Delphi (1891)
- The Tyrolean (1891-1892)
- The Mikado (1889-1890)
- Paola (1889)
- Dead or Alive (1889)
- A Strange Case, Dr Jekyll & Mr. Hyde (1888)
- Narcisse (1886)

## Filmographie
- 1915 : L'Invasion des États-Unis (The Battle Cry of Peace) de Wilfrid North et J. Stuart Blackton

## Photographies de l'artiste

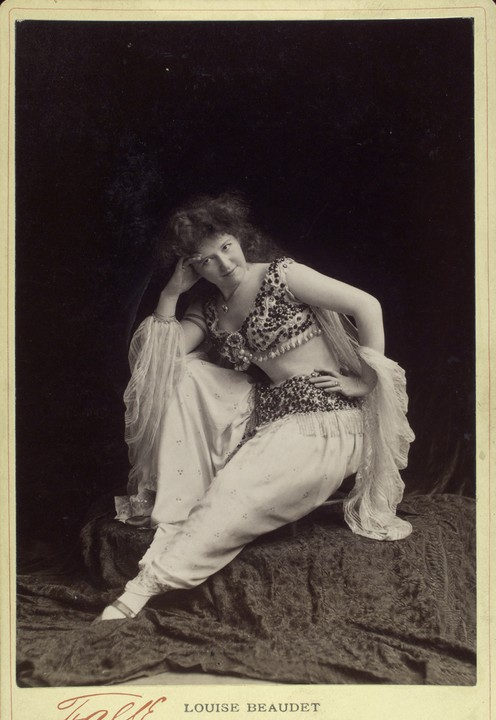
Louise Beaudet, actrice de scène en costume de harem